# Bảo tàng Phụ nữ Nam Bộ
Bảo tàng Phụ nữ Nam Bộ ngụ tại 202 Võ Thị Sáu, Quận 3, Thành phố Hồ Chí Minh. Bảo tàng có diện tích trưng bày 2000 m² bao gồm 10 phòng trưng bày về truyền thống xây dựng và bảo vệ tổ quốc của phụ nữ Nam Bộ. Tòa nhà của bảo tàng hiện nay có 4 tầng lầu. Hội trường có khả năng chứa gần 1.000 người và được xây dựng trên diện tích sử dụng 5.410,5m2. Hệ thống kho bảo quản có diện tích trên 700m2. Tổng số hiện vật được quản lý tại bảo tàng là 31.360, trong đó có 929 hiện vật được trưng bày và 30.431 hiện vật đang được lưu giữ trong kho. Trong số này, có 16.739 hiện vật thể khối và 14.621 hiện vật bao gồm phim, ảnh và tài liệu khoa học phụ các loại. Hiện vật liên quan đến chiến tranh cách mạng chiếm hơn 2/3 tổng số, còn lại là hiện vật văn hóa với nhiều chất liệu đa dạng, chiếm hơn 1/3.
Các hiện vật được phân loại thành 24 sưu tập dựa trên chủ đề và chất liệu. Trong số này, có 6 sưu tập chứa những hiện vật quý hiếm. Ngoài ra, thư viện của bảo tàng có hơn 11.000 cuốn sách chuyên đề về phụ nữ.

## Lịch sử
Với tinh thần làm việc khẩn trương của Tổ Sử Phụ nữ Nam bộ, ngày 29/4/1985, nhân kỷ niệm 10 năm ngày miền Nam hoàn toàn giải phóng, Nhà truyền thống Phụ nữ Nam bộ được khánh thành.
Bảo tàng Phụ nữ Nam Bộ nguyên là Nhà truyền thống phụ nữ Nam bộ. Trong thời kỳ Việt Nam Cộng hòa là tư dinh của Nguyễn Ngọc Loan, Tổng nha Cảnh sát của Việt Nam Cộng hòa.
Ngày 29/04/1985, nhân dịp kỷ niệm 10 năm ngày miền Nam hoàn toàn giải phóng, Nhà truyền thông Phụ nữ Nam bộ chính thức được hoạt động, phụ trách bởi Tổ Sử Phụ nữ Nam bộ (Tổ nghiên cứu lịch sử phụ nữ Nam bộ), mà đứng đầu là bà Nguyễn Thị Thập – nguyên Ủy viên Trung ương Đảng khóa 2,3,4, nguyên Phó Chủ tịch Quốc hội, nguyên Chủ tịch Hội Liên hiệp Phụ nữ Việt Nam (1956-1974) và 13 nữ cán bộ lão thành, đa số đã nghỉ hưu, tự nguyện tham gia công tác tổng kết lịch sử phong trào phụ nữ Nam bộ.

## Trưng bày
Bảo tàng phụ nữ sưu tầm các mẫu áo dài truyền thống tạo nên một không gian trưng bày đậm chất Việt Nam, nhằm gìn giữ, giáo dục lòng yêu nước, truyền thống tốt đẹp của Phụ nữ Việt Nam cho các thế hệ sau này. Hiện nay, có khoảng 200 hiện vật áo dài được lưu giữ và trưng bày. Hầu hết những mẫu áo dài này đều đến từ sự hiến tặng của những người phụ nữ từng hoạt động ở nhiều lĩnh vực khác nhau trong cuộc sống. Trong đó, có các chiếc áo dài của bà Nguyễn Thị Kim Ngân - Chủ tịch Quốc hội Chủ tịch Quốc hội nước Cộng hòa Xã hội Chủ nghĩa Việt Nam mặc tại buổi tuyên thệ nhậm chức khóa XIV, hay chiếc áo dài của  bà Nguyễn Thị Bình - Nguyên Bộ trưởng Bộ Ngoại giao Chính phủ Cách mạng lâm thời Cộng hòa miền Nam Việt Nam mặc khi bà tham gia ký Hiệp định Paris, chấm dứt chiến tranh Việt Nam, và chiếc áo dài của bà Tôn Nữ Thị Ninh - Phó Chủ nhiệm Ủy ban Đối ngoại Quốc hội khóa XI mặc khi khánh thành trụ sở mới của Đại sứ quán Việt Nam tại Bỉ năm 2002. Bên cạnh đó, cũng có những chiếc áo dài gắn liền với lịch sử như chiếc áo dài của Nghệ sĩ nhân dân Bảy Nam mặc trong vở cải lương Lá Sầu Riêng, chiếc áo dài của chị Phan Thị Quyên mặc trong lễ cưới với anh Nguyễn Văn Trỗi, chiếc áo dài của bà Ngô Thị Huệ, vợ của cố Tổng Bí thư Nguyễn Văn Linh.

### Trưng bày thường xuyên
Gồm 11 chủ đề được trưng bày vĩnh viễn: Truyền thống phụ nữ miền Nam trước khi thành lập Đảng cộng sản, Bác Hồ với phụ nữ miền Nam và phụ nữ miền Nam với Bác Hồ, Sự hình thành và phát triển của các tổ chức phụ nữ Việt Nam, Phụ nữ miền Nam sau ngày thống nhất đất nước, Phụ nữ miền nam chính trị, Phụ nữ miền nam trong quân đội, Phụ nữ miền nam đối ngoại, Phụ nữ miền Nam trong nhà tù thuộc địa, Tín ngưỡng thờ Bà - một nữ nhân vật siêu phàm, Quần áo, trang sức của phụ nữ Việt Nam, Dệt thủ công truyền thống.

### Trưng bày chuyên đề
- "Chân dung mẹ Việt Nam anh hùng thành phố HCM" (2012)
- "Cuộc sống nội cung triều Nguyễn" (2015)
- "Nữ đại biểu Quốc hội" (2016)
- "Nữ anh hùng lực lượng Vũ trang nhân dân miền Nam" (2017)
- "Chuyên đề tục ăn trầu các dân tộc Việt Nam" (2017)
- "Kỷ vật thêu của nữ chiến sĩ cách mạng" (2018)
- "Nữ giao liên miền Nam" (2019)
- "Kỷ vật- ký ức chiến tranh". (2019)
- "45 năm giải phóng miền Nam, thống nhất đất nước" (2020)
- "Những người phụ nữ nơi tuyến đầu phòng chống dịch Covid-19″ (2021)
- "Một số nông cụ truyền thống của phụ nữ miền Nam" (2022)
- "Tiếng nói của đất" (2023)

### Trưng bày lưu động
- Trưng bày chuyên đề: "Chân dung mẹ Việt Nam anh hùng Thành phố HCM" tại Nhà truyền thống huyện Củ Chi (2012)
- Trưng bày chuyên đề "Chân dung Mẹ Việt Nam anh hùng Thành phố Hồ Chí Minh" tại đền bến Dược Củ Chi (2017)
- Phối hợp với Bảo tàng văn hóa các dân tộc Việt Nam trưng bày chuyên đề "Kỷ vật – Ký ức chiến tranh" (2019
- Trưng bày chuyên đề phụ nữ miền Nam trong kháng chiến chống thực dân Pháp và đế quốc Mỹ tại bảo tàng tỉnh An Giang (2022)

## Công nhận
- Năm 2020, Bảo tàng Phụ nữ Nam Bộ được chính thức công nhận là điểm du lịch mới của TPHCM.
- Năm 1998,nhận Huân chương Lao động hạng nhất.

## Giá vé
- Bảo tàng phụ nữ Nam Bộ miễn phí hoàn toàn vé thăm quan cho du khách.